# Mikrobelodontos
'Mikrobelodontos es un género de foraminífero bentónico considerado un sinónimo posterior de Spiroloculina de la familia Spiroloculinidae, de la superfamilia Milioloidea, del suborden Miliolina y del orden Miliolida. Su especie tipo era Spiroloculina bradyi. Su rango cronoestratigráfico abarcaba el Holoceno.

## Clasificación
Mikrobelodontos incluía a las siguientes especies:
- Mikrobelodontos bradyi, aceptado como Spiroloculina bradyi
- Mikrobelodontos latiformis
- Mikrobelodontos pseudodepressus